# Cryptostigma saundersi
Cryptostigma saundersi är en insektsart som beskrevs av Robert Malcolm Laing 1925. Cryptostigma saundersi ingår i släktet Cryptostigma och familjen skålsköldlöss. Inga underarter finns listade i Catalogue of Life.